# Landulf al V-lea de Benevento
Landulf al V-lea (d. septembrie 1033) a fost principe de Benevento din mai 987, când a fost asociat la domnie de către tatăl său, până la moarte.
Landulf era fiul principelui Pandulf al II-lea de Benevento, care l-a asociat la domnie din 987, iar după moartea acestuia din 1014 a domnit singur.
În 999, împăratul Otto al III-lea a vizitat moaștele din Sanctuarul de la Monte Sant'Angelo de pe Monte Gargano. Pe drumul de întoarcere, el a trecut prin Benevento, pentru a semna diploma emisă în favoarea mănăstirii Santa Sofia la 11 martie. Santa Sofia era fundația familiei de pe linia lui Pandulf și probabil funcționa ca mausoleu familial. Nu se știe din ce motiv, Otto și Pandulf au avut o neânțelegere în anul 1000, posibil asupra relicvelor Sfântului Bartolomeu, sfânt-patron de Benevento, căruia Otto tocmai îi construise și dedicase o nouă biserică pe Isola Tiberina—San Bartolomeo all'Isola—. În conformitate cu Annales Beneventani, Otto rex cum magno exercitu obsedit Benevento ("Regele cu mare armată a asediat Benevento.") Totuși, expediția asupra Benevento nu a avut vreun rezultat, decât eventual preluarea câtorva moaște de sfinți.
În 1003, o răscoală condusă de Adelfer, contele de Avellino, i-a înlăturat din Benevento pe Pandulf și pe fiul său, însă perioada de exil nu a durat pentru multă vreme, dat fiind că în 1005 cei doi figurează din nou în documente ca guvernând din capitala lor. Momentul a reprezentat totuși un semnal de alarmă pentru principatul de Benevento, tulburări civile continuând să se manifeste în principat.
Landulf l-a asociat la domnie pe fiul său, Pandulf al III-lea din 1012. Doi ani mai târziu, când Pandulf "cel Bătrân" a murit, l-a lăsat pe Landulf ca unic conducător. Cetățenii beneventani s-au răsculat la puțină vreme împotriva lui Landulf și a lui Pandulf al III-lea. Spre deosebirea de rebeliunea condusă anterior de Adelfer, aceasta nu a reușit să îi dizloce de la conducere pe cei doi principi. Cu toate acestea, cetățenii au reușit să impună unele concesii din partea autorităților atât pentru ei, cât și pentru aristocrația orașului. The Annales Beneventani precizează că facta est communitas prima ("este realizată prima comună").
Landulf a fost nevoit să facă act de supunere față de Imperiul Bizantin, iar catepanul bizantin Vasile Boioannes deja construia orașul fortificat Troia în apropiere. În 1022, împăratul romano-german Henric al II-lea și-a unit armata cu trupele conduse de patriarhul Poppo de Aquileia și de Pilgrim de Koln, ajungând la Benevento, pe care l-au supus unui asediu. De acolo, puternica armată s-a îndreptat către Troia, însă a eșuat în a o cuceri de la bizantini.
După ce s-a supus împăratului occidental, nu se mai știe nimic despre Landulf în afară de moartea sa în septembrie 1033. El a fost succedat de către fiul său Pandulf al III-lea. Celălalt fiu al său, Daufer, va deveni ulterior papă, sub numele de Victor al III-lea.
Chiar mai mult decât domnia tatălui său, cea a lui Landulf al V-lea a fost martora declinului Principatului de Benevento. Nevoit să se supună atât Bizanțului cât și lui Henric al II-lea, Benevento nu mai putea să își mai revendice independența nici de facto. În plus, lunga sa domnie de 47 de ani (incluzând și perioada de asociere din timpul lui Pandulf al II-lea) a fost martora unei reînvieri a puterii bizantine în Apulia, în paralel cu răspunsurile statelor longobarde din Mezzogiorno. Benevento a făcut tot posibilul pentru a se situa de partea cîștigătoare în acest conflict, însă nu a reușit decât să ofere sprijin răsculaților anti-bizantini. La moartea lui Landulf, marele principat de odinioară se redusese teritorial la doar puțin mai mult decât orașul Benevento și regiunea înconjurătoare.